# Naser Aliji
Naser Aliji, född 27 september 1993 i Kumanovo, Makedonien, är en schweizisk-albansk fotbollsspelare (försvarare) som spelar för Budapest Honvéd.